# Nybacka
Nybacka (fi. Uusmäki) är en del av stadsdelen Fågelberga i Esbo stad.
Nybacka ligger nära kommungränsen till Helsingfors och gränsar till Helsingforsstadsdelen Kånala. I området finns många frontmannahus byggda på 1940- och 1950-talen. Nya bostäder planeras i området Pajängen.